# Asedio de Puerto Cabello (1814)
El Tercer asedio de Puerto Cabello (1814) fue un enfrentamiento militar librado durante la Guerra de Independencia de Venezuela. Que terminó con victoria realista.  

## Asedio
El asedio comenzó el 8 de enero de 1814, cuando trescientos sesenta soldados del batallón Girardot al mando del brigadier José Félix Ribas intentaron asaltar la plaza fortificada. Su fracaso significó que se rodeara la plaza y se dispusieran líneas de asedio. Quedaba a cargo el coronel José Luciano D'Elhúyar y Batista. El 16 de enero el Mariscal de Campo de la Unión, Simón Bolívar, visitó las posiciones patriotas, ordenando estrechar el sitio tres días después.
El 23 de enero vuelve para dar nuevas órdenes y establecer el cuartel general en San Esteban. Durante aquellas fechas viaja constantemente a Valencia (a un día de distancia) para dedicarse a labores de gobierno y establecer contacto con Santiago Mariño, pidiéndole colaborar en la lucha contra los realistas. Cuatro días después organiza un asalto nocturno contra la plaza que fracasa. El 5 de febrero le llegan a Bolívar noticias de la derrota del general Vicente Campo Elías ante José Tomás Boves en La Puerta, debiendo marchar a Valencia. En su ausencia el coronel D'Elhúyar vuelve a quedar a cargo. El día 8 manda ejecutar a todos los prisioneros españoles en La Guaira y Caracas debido a la crítica situación militar, el poco personal para vigilarlos y el riesgo de rebelión. Entre el 13 y el 15 se da lugar la masacre. El 11 de abril se envían nuevos víveres a las líneas de asedio. Seis días después Bolívar vuelve y organiza un nuevo asalto, pero tras enterarse de la derrota de Arao debe volver a Valencia y de ahí a Caracas por refuerzos. El 8 de mayo se inicia el bloqueo naval de la plaza. Tras una nueva derrota en La Puerta, los patriotas empezaron a levantar el asedio el 16 de junio. El 29 de junio se ordena enviar buques a Ocumare de la Costa para recoger a las tropas de D'Elhúyar y traerlas a La Guaira pero el 7 de julio la vanguardia realista entraba en Caracas. El mismo día en que Bolívar ordenaba el envío de la flotilla, el realista Francisco Tomás Morales intentaba asaltar las posiciones republicanas, siendo rechazado y forzado a retirarse el 3 de julio.